# 王兆 (元)
王 兆（おう ちょう、生没年不詳）は、モンゴル帝国に仕えた漢人世侯の一人。堅州の出身。
『元史』には立伝されていないが、『山右石刻叢編』巻30に所収される「王氏世徳碑」にその事蹟が記されており、『新元史』には王氏世徳碑を元にした列伝が立てられている。

## 概要
王兆は王明・王兆・王昇・王斌という4兄弟の次男であったが、長兄の王明が早世したことにより家主となった人物であった。王兆は若くして軍吏となったものの、軍務を嫌って軍を離れ、各地の豪俠たちと交流を持った。その過程で難題を解決したり、強者に立ち向かったため、人々の信望を得たという。
1217年（興定元年/丁丑）、モンゴル軍による雁門の包囲が始まると、モンゴル兵の一部が県境にまで及ぶようになったため、金朝の官吏は城を放棄して逃れてしまった。そこで城内の人々は王兆と劉会を推戴して首領とし、当初は南方に逃れようとした。しかし、王兆は闇雲に逃れるよりもモンゴルに投降すべきであると論じ、劉会ら十数人とともにモンゴル軍の陣営を訪れ、牛酒を持参し「攻取の策」を献じることで投降を認められた。投降を受け容れたモンゴル軍の指揮官は王兆の言動と風貌を偉とし、左監軍の地位を授けた。
王兆の投降によって捕虜となった人々は帰還することができ、更にその後監国公主アラカイ・ベキの教えを受け、昭武将軍・堅州左副元帥の地位に移った。この頃、華北一帯ではモンゴル軍の侵攻によって向背が進んでいたが、王兆は離散した人々を集め、耕作を勧めたため、在職20年あまりの内にその威名は広がった。1241年（辛丑）、官制の改革があったが王兆は既に高齢であることを理由に引退し、80歳にして死去した。

## 一族
王兆の三弟である王昇はもっぱら家務に携わり、子弟の教育などを行っていた。後、三男であることから「三翁」と呼ばれるようになり、王昇自身もこの呼び名を受け容れていたという。
王兆の末弟である王斌は王昇と対称的に騎射を得意とする軍人で、主に軍務おいて王兆の腹心として活躍した。五台山において盗賊が起こった時には、王斌が賊の所在地を偵知し首魁を捕らえるという功績を残している。
王兆の子世代は「⺩」を通字とし、王兆には王喜・王玘・王瓘・王瓊という4子が、王昇には王瑛・王瑞・王瑜・王珍という4子が、王斌には王璠という子がそれぞれいた。この中でも、王玘は権堅州軍民次官という地位に就いたことが知られている。
王兆の孫世代は「仲」を通字とし、王玘には王仲宝・王仲文・王仲□・王仲良・王仲譲、王瓘には王仲実・王仲亨・王仲元、王瓊には王仲通・王仲敏、王瑛には王仲威・王仲安・王仲可、王瑞には王仲秀・王仲慶・王仲山、王瑜には王仲簡、王珍には王仲福・王仲禄・王仲栄・王仲昌、王璠には王仲祥という子が、それぞれいた。